# Barbara Bain
Barbara Bain, pseudonimo di Mildred Fogel (Chicago, 13 settembre 1931), è un'attrice, regista teatrale ed ex modella statunitense.

## Biografia
Di religione ebraica, nacque secondogenita, dopo il fratello Norman, da Ben Fogel e Mary Schriftman. Studiò Sociologia all'Università dell'Illinois - Urbana-Champaign, dove nel 1950 venne nominata, per la sua bellezza, Homecoming Queen dell'anno. Studentessa molto diligente, trovava molto tempo libero, così scoprì le lezioni di danza moderna dell'Orchesis Modern Dance Group, compagnia residente all'interno della stessa università. La danza moderna divenne presto la sua passione, così dopo la laurea, conseguita nel 1952, continuò a prendere lezioni, fino a decidere di trasferirsi a New York per studiare nella scuola di Martha Graham. Trovò lavoro come modella, rappresentata dalla Frances Gill Model Agency. Un'amica le consigliò di provare anche a studiare recitazione, così nel 1955 frequentò le lezioni dell'attore Curt Conway, dove un giorno giungendovi dopo aver concluso un lavoro da modella conobbe un altro studente, Martin Landau; inizialmente si fecero una reciproca cattiva opinione di se stessi, salvo poi conoscersi meglio durante una festa e iniziare una relazione. Studiò anche con Lonny Chapman, per poi frequentare l'Actors Studio di Lee Strasberg, decidendo di intraprendere la carriera di attrice. Nel 1957 sposò Martin Landau. La coppia ebbe due figlie, una delle quali è l'attrice Juliet Landau.

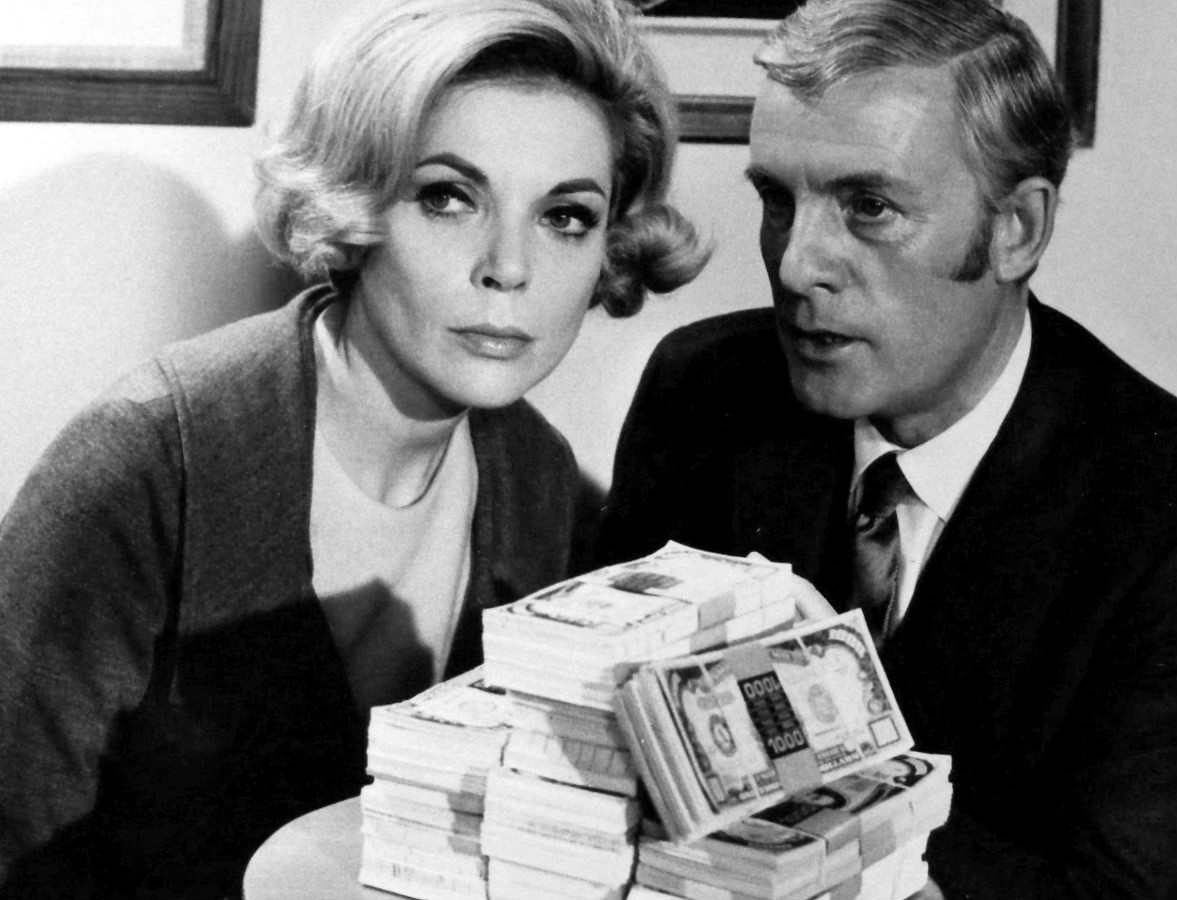
Barbara Bain con Alf Kjellin nella serie TV Missione impossibile (1969)

Molto attiva in TV, Barbara Bain è nota per la sua partecipazione in tre stagioni della serie Missione impossibile dal 1966 al 1969, nel ruolo di Cinnamon Carter, che nel 1968 le valse una candidatura al premio Golden Globe come miglior attrice televisiva e tre consecutivi premi Emmy come miglior attrice protagonista di serie televisiva, negli anni 1967, 1968 e 1969. Al suo fianco nella serie fu il marito Martin Landau, che sarà co-protagonista anche delle due stagioni della serie TV italo-britannica Spazio 1999, nella quale Barbara Bain interpretava il ruolo della dottoressa Helena Russell. Divorziata dal 1993 da Landau, negli ultimi anni Barbara Bain si è dedicata a numerose battaglie sociali, tra le quali la lotta all'analfabetismo.

## Filmografia parziale

### Cinema
- La collina dei morti viventi (Don't Go Near the Park), regia di Lawrence David Foldes (1979)
- L'originale (Trust Me), regia di Robert Houston (1989)
- Teste rasate (Skinheads), regia di Greydon Clark (1989)
- I visitatori del sabato sera (The Spirit of '76), regia di Lucas Reiner (1990)
- Animals (Animals with the Tollkeeper), regia di Michael Di Jiacomo (1998)
- Panic, regia di Henry Bromell (2000)
- American Gun, regia di Alan Jacobs (2002)
- Forget Me Not, regia di Tyler Oliver (2009)
- On the Rocks, regia di Sofia Coppola (2020)

### Televisione
- Mr. Lucky – serie TV, episodio 1x04 (1959)
- Avventure in paradiso (Adventures in Paradise) – serie TV, episodio 2x35 (1961)
- Hawaiian Eye – serie TV, episodio 4x20 (1963)
- Carovane verso il West (Wagon Train) – serie TV, episodio 7x15 (1963)
- Indirizzo permanente (77 Sunset Strip) – serie TV, episodio 6x09 (1963)
- The Lieutenant – serie TV, episodio 1x07 (1963)
- Ben Casey – serie TV, episodio 4x07 (1964)
- The Greatest Show on Earth – serie TV, episodio 1x23 (1964)
- Get Smart – serie TV, episodio 1x07 (1965)
- Mamma a quattro ruote (My Mother the Car) – serie TV, 2 episodi (1965-1966)
- Missione impossibile (Mission Impossible) – serie TV, 71 episodi (1966-1969)
- Savage, regia di Steven Spielberg – film TV (1973)
- Spazio 1999 (Space 1999) – serie TV, 47 episodi (1975-1979)
- CBS Summer Playhouse – serie TV, episodio 1x07 (1987)
- La signora in giallo (Murder, She Wrote) – serie TV, episodi 5x05-8x03 (1988-1991)
- Un detective in corsia (Diagnosis: Murder) – serie TV, episodio 5x10 (1997)
- Walker Texas Ranger – serie TV, episodio 6x14 (1998)
- Millennium – serie TV, episodio 3x14 (1999)
- Squadra Med - Il coraggio delle donne (Strong Medicine) – serie TV, episodio 3x17 (2003)
- CSI - Scena del crimine (CSI: Crime Scene Investigation) – serie TV, episodio 7x09 (2006)
- Code Black – serie TV, episodio 2x11 (2016)

## Riconoscimenti
- Primetime Emmy Awards
  - 1967 – Migliore attrice protagonista in una serie drammatica per Missione impossibile
  - 1968 – Migliore attrice protagonista in una serie drammatica per Missione impossibile
  - 1969 – Migliore attrice protagonista in una serie drammatica per Missione impossibile

## Doppiatrici italiane
- Claudia Balboni in Missione impossibile
- Laura Rizzoli e Lucia Catullo in Spazio 1999
- Lorenza Biella in CSI - Scena del crimine